# Spencer (Massachusetts)
Spencer és una població dels Estats Units a l'estat de Massachusetts. Segons el cens del 2000 tenia 11.691 habitants.
Dins dels limits del municipi s'hi pot trobar la Saint Joseph's Abbey, monestir cistercenc trapenc, on es produeix cervesa trapista i gelees.

## Demografia
Segons el cens del 2000, Spencer tenia 11.691 habitants, 4.583 habitatges, i 3.093 famílies. La densitat de població era de 137,4 habitants/km².
Dels 4.583 habitatges en un 31,7% hi vivien nens de menys de 18 anys, en un 53% hi vivien parelles casades, en un 10,3% dones solteres, i en un 32,5% no eren unitats familiars. En el 25,9% dels habitatges hi vivien persones soles el 10,3% de les quals corresponia a persones de 65 anys o més que vivien soles. El nombre mitjà de persones vivint en cada habitatge era de 2,53 i el nombre mitjà de persones que vivien en cada família era de 3,05.
Per edats la població es repartia de la següent manera: un 24,6% tenia menys de 18 anys, un 8,7% entre 18 i 24, un 29,9% entre 25 i 44, un 24,4% de 45 a 60 i un 12,4% 65 anys o més.
L'edat mediana era de 37 anys. Per cada 100 dones de 18 o més anys hi havia 95,9 homes.
La renda mediana per habitatge era de 46.598 $ i la renda mediana per família de 56.763$. Els homes tenien una renda mediana de 40.581 $ mentre que les dones 29.837$. La renda per capita de la població era de 21.017$. Entorn del 5,9% de les famílies i el 8,6% de la població estaven per davall del llindar de pobresa.

## Personantges il·lustres
- Elias Howe (1819 - 1866) inventor